# Pomnik Kazimierza Pułaskiego w Savannah
Pomnik Kazimierza Pułaskiego w Savannah – pomnik upamiętniający polsko-amerykańskiego bohatera generała Kazimierza Pułaskiego. Wzniesiony został w Savannah w stanie Georgia, nieopodal miejsca, gdzie został śmiertelnie ranny podczas szturmu miasta w 1779 w czasie trwania wojny o niepodległość Stanów Zjednoczonych.

## Opis
Generał Kazimierz Pułaski został ranny kartaczem 9 października 1779, a 11 października zmarł. W listopadzie 1779 Kongres Kontynentalny wydał uchwałę, aby wystawić mu pomnik. Minęło jednak sporo czasu, zanim ten zamysł doczekał się realizacji. Kamień węgielny pod budowę pomnika położono 11 października 1853, w rocznicę śmierci generała. Pomnik zdecydowano się postawić u zbiegu ulic Bull i Wayne. Koszt wzniesienia pomnika wyceniono na 17 000 dolarów. Jego odsłonięcie nastąpiło 9 stycznia 1855.  
Pomnik zaprojektował Robert Launitz. Płaskorzeźba przedstawiająca śmierć Pułaskiego została zaprojektowana przez Henryka Dmochowskiego. Dodatkowe elementy ozdobne przedstawiają herb stanu Georgia oraz godło Polski. Cały pomnik ma wysokość blisko 17 m (55 stóp). Postawiony został na solidnym fundamencie zagłębionym około 2 m. Cokół wykonano z granitu, a pozostałą część z włoskiego marmuru.
Nieopodal pomnika zakopano prawdopodobnie pierwszą w Georgii kapsułę czasu.